# Aluminiumfosfid
Aluminiumfosfid är ett gröngult ämne som huvudsakligen används som bekämpningsmedel mot insekter. I kontakt med vatten så bildas den mycket giftiga gasen fosfin (PH3)
{\displaystyle {\rm {AlP+3\ H_{2}O\rightarrow Al(OH)_{3}+PH_{3}}}}